# Transports en Éthiopie

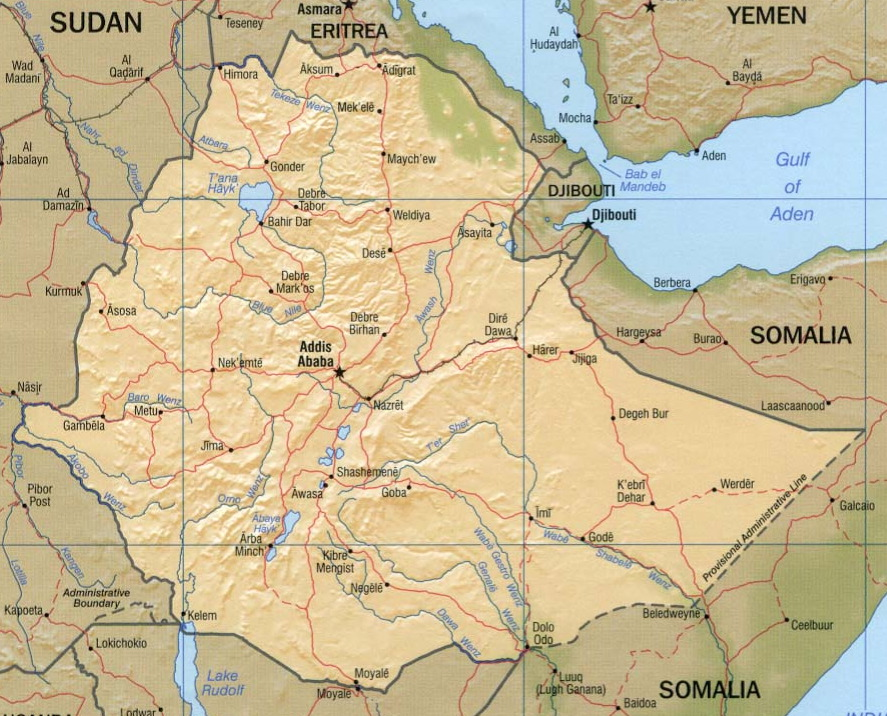
Réseau de transport en Éthiopie
En rouge : les principales routes
En noir strié : la ligne de chemin de fer

L'Éthiopie a un système de transport essentiellement axé sur un réseau routier assez développé qui relie la capitale, Addis-Abeba, aux principales villes du pays. En revanche, il n'existe qu'une seule ligne de chemins de fer reliant Addis-Abeba au port de Djibouti. Le transport aérien est en plein développement, avec des liaisons internes et vers la plupart des pays d'Afrique, d'Asie, d'Europe et d'Amérique du Nord.

## Transport routier

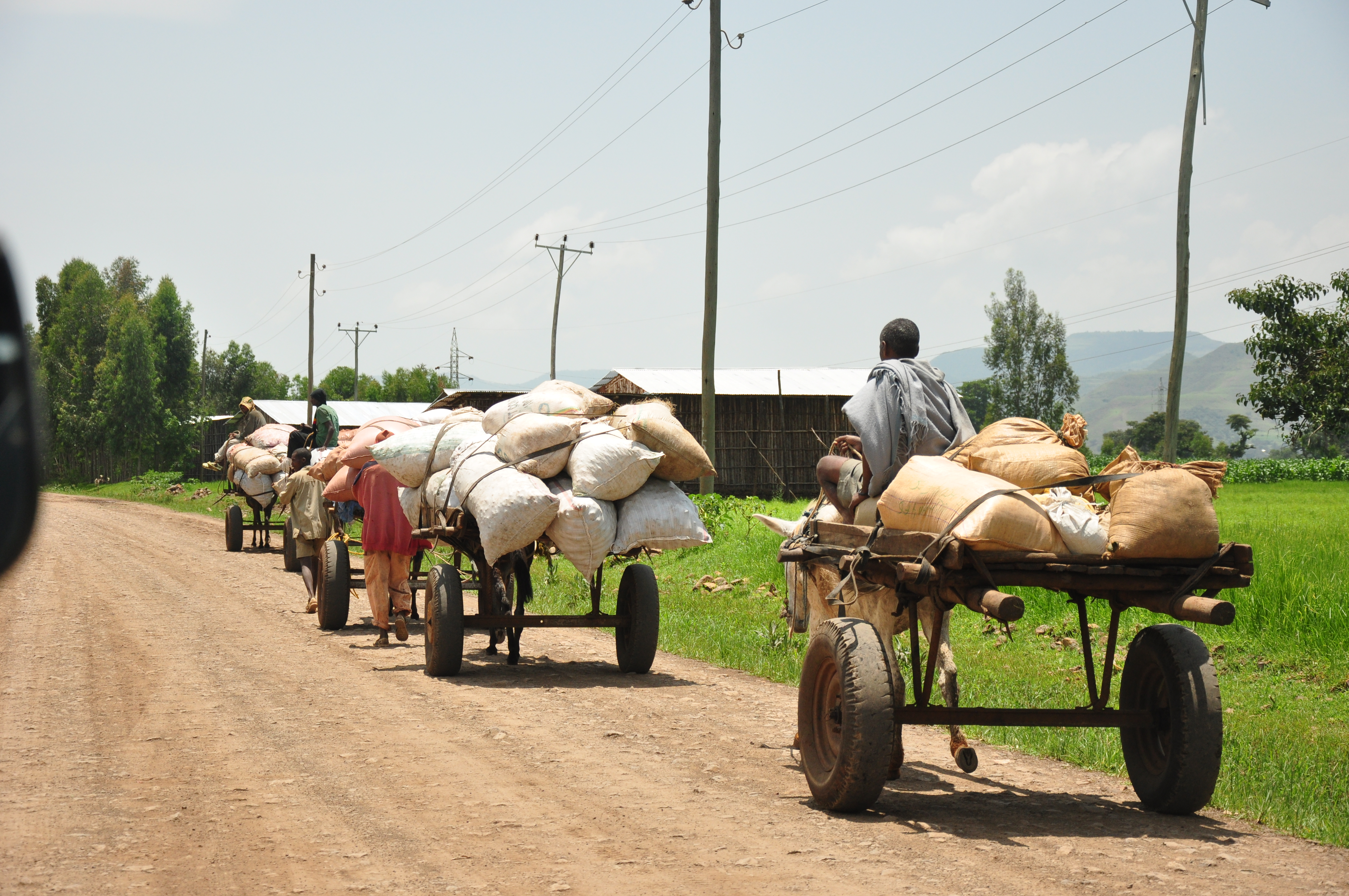
Transport en zone rurale

Deux autoroutes transafricaines traversent l’Éthiopie:
- Transafricaine 4, Le Caire — Le Cap;
- Transafricaine 6, N'Djamena — Djibouti.

Les routes sont le premier mode de transport de l’Éthiopie, assurant environ 90 % du trafic total. Le réseau routier s'étend sur 36 469 km, dont 6 980 km goudronnées
Le gouvernement a mis en place en 1997 un programme de développement du secteur routier sur 10 ans qui a été largement financé par des donateurs étrangers. La première phase du programme (1997-2002) visait essentiellement à réhabiliter les routes principales, avec d’importantes réformes d'organisation. Cette politique a permis d'améliorer la qualité du réseau routier et à le densifier puisqu'en 2002, l'Éthiopie comptait 30 km de routes pour 1 000 km2, contre 21 km en 1995. La seconde phrase (2002-2007) prévoyait le développement du réseau routier, notamment pour désenclaver les zones rurales.
En 2006, l'Éthiopie n'avait qu'une seule autoroute, à quatre voies, formant un périphérique autour d'Addis-Abeba, dont certaines parties ne sont pas encore achevées.

## Chemin de fer

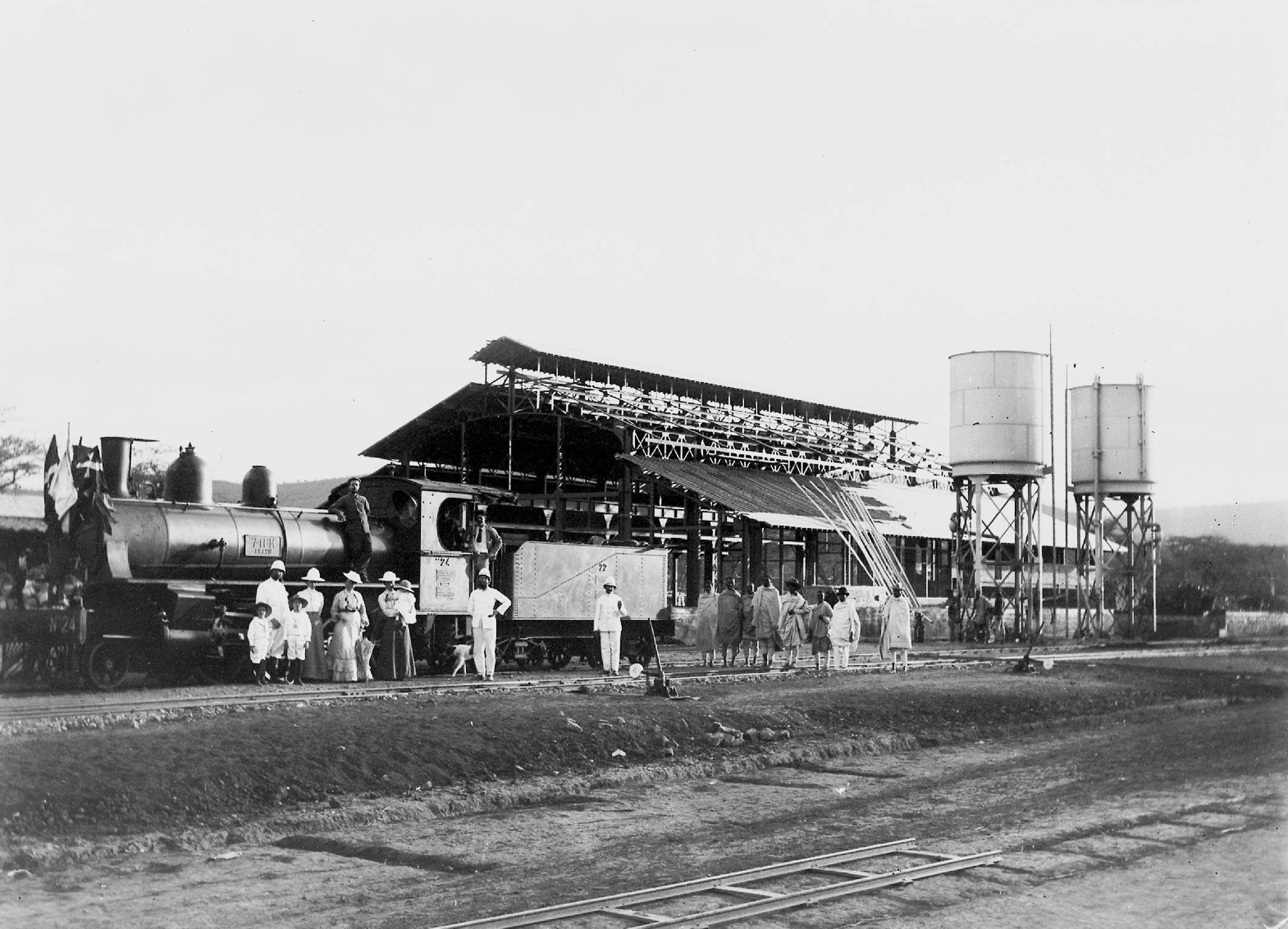
La gare de Dire Dawa, sur la ligne de chemin de fer djibouto-éthiopien (1902-1906)

Le réseau ferroviaire éthiopien se résume historiquement à une unique ligne reliant Addis-Abeba et Djibouti sur 781 km dont 681 km sur le territoire éthiopien. La Ligne d'Addis-Abeba à Djibouti est construite entre 2010 et 2016 et lui succède. Elle est construite avec l'aide d'entreprises de république populaire de Chine qui obtiennent le droit de l'exploiter pendant cinq ans.
L'Éthiopie n'est reliée par le chemin de fer qu'avec Djibouti. Le pays n'a en revanche aucune ligne vers les autres pays frontaliers (Somalie, Kenya, Soudan ou Érythrée). Le Kenya prévoit en 2023 une ligne reliant Addis-Abeba à Isiolo puis la ville portuaire de Lamu.
Actuellement, les villes desservies par le chemin de fer sont Addis-Abeba, Akaki, Awash, Debre Zeyit, Dire Dawa, Metehara, Mieso et Nazaret.

## Transport maritime
L'Éthiopie étant entourée de terres, elle n'a aucun accès à la mer et donc aucun port. Toutefois, en accord avec l'Érythrée, elle a pu utiliser les ports d'Assab et Massaoua, mais depuis le désaccord à propos des frontières avec l'Érythrée en 1998, l'Éthiopie passe par le port de Djibouti pour presque toutes ses importations et, dans une moindre mesure, par le Kenya et le Soudan.
Bien qu'enclavée, l'Éthiopie possède une compagnie publique de transport maritime, les Lignes éthiopiennes de navigation (Ethiopian Shipping Lines - ESL).

## Transport aérien
L'Éthiopie a une compagnie aérienne nationale, Ethiopian Airlines, qui assure 22 liaisons intérieures, 24 liaisons continentales vers 23 pays d'Afrique, et 17 liaisons intercontinentales vers 14 pays d'Asie, d'Europe et d'Amérique du Nord. Le pays compte 84 aéroports, dont 15 sont goudronnés et 69 sont en terre battue.
| Longueur de piste      | Piste goudronnée | Piste non goudronnée |
| ---------------------- | ---------------- | -------------------- |
| Plus de 3 047 m        | 3                | 3                    |
| entre 2 438 et 3 046 m | 5                | 5                    |
| entre 1 524 et 2 437 m | 5                | 11                   |
| entre 914 et 1 523 m   | 1                | 29                   |
| moins de 914 m         | 1                | 21                   |
| Total                  | 15               | 69                   |

## Transport urbain
Addis-Abeba est la seule grande ville éthiopienne à disposer d'un réseau d'autobus géré par la compagnie publique Anbessa City Bus Service Enterprise.
En 2015, un réseau de métro léger a été inauguré pour desservir la capitale.